# ویلیام پلامر
ویلیام پلامر (به انگلیسی: William Plumer) سناتور سابق عضو حزب فدرالیست (آمریکا) بود. وی در سال ۱۸۰۲ تا ۱۸۰۷ میلادی سناتور ایالت نیوهمپشایر در سنای ایالات متحده آمریکا بود.